# Santiago Salcedo
Santiago Salcedo (Asunción, 1981. szeptember 6. –) paraguayi válogatott labdarúgó.

## Nemzeti válogatott
A paraguayi válogatottban 4 mérkőzést játszott.

## Statisztika
| Paraguayi válogatott | Paraguayi válogatott | Paraguayi válogatott |
| Időszak              | Mérk.                | gól                  |
| -------------------- | -------------------- | -------------------- |
| 2003                 | 1                    | 0                    |
| 2004                 | 0                    | 0                    |
| 2005                 | 2                    | 0                    |
| 2006                 | 0                    | 0                    |
| 2007                 | 0                    | 0                    |
| 2008                 | 0                    | 0                    |
| 2009                 | 0                    | 0                    |
| 2010                 | 0                    | 0                    |
| 2011                 | 0                    | 0                    |
| 2012                 | 1                    | 0                    |
| Összesen             | 4                    | 0                    |